# 21 at 33
21 at 33 (dt. „21 mit 33“) ist das 14. Studioalbum des britischen Sängers und Komponisten Elton John.
Im Alter von 33 Jahren zählte John seine bisherigen Musikalben zusammen: 13 Langspielplatten im Studio aufgenommen, 2 Liveaufnahmen, 3 Kompilationsalben, 1 Filmmusik und 1 Extended-Play-Veröffentlichung, in Summe 20 Stück. Als die Aufnahmen vom August 1979 bis März 1980 in den Verkauf kamen, handelte es sich – von seinen Singles abgesehen – um seinen 21. Tonträger.

## Hintergrund
Im Sommer 1979 begann John mit den Aufnahmen für sein neues Album in den Super Bear Studios in Berre-les-Alpes nahe Nizza. Für die Zeit im Studio mietete er in der Nähe von Grasse ein Haus an und lud Bernie Taupin sowie dessen gerade angeheiratete Frau Toni Russo ein. Damit endete die künstlerische Trennung von John und Taupin ebenso wortlos, wie sie Jahre zuvor begonnen hatte. Taupin schrieb für das neue Album drei Liedtexte einschließlich seiner Erinnerung an sein Exil in Acapulco Two Rooms at the End of the World.
Seit A Single Man kooperierte John mit Gary Osborne. Osborne steuerte ebenfalls drei Lyriken bei. Unter diesen befand sich auch der spätere Hit Little Jeannie. John wollte jedoch auch Beiträge einer neuen Generation von Textern verwenden. In seiner Plattenfirma The Rocket Record Company hatte er gerade die Künstlerin Judie Tzuke unter Vertrag genommen. Ebenso arbeitete er mit Tom Robinson zusammen, der zwei Jahre vorher mit der Single 2-4-6-8 Motorway in England einen Überraschungserfolg hatte landen können. Robinson war für seine klaren Texte und als Komponist für seinen kräftigen Rock bekannt. Neben Taupin holte John auch Mitglieder der ursprünglichen Elton-John-Band dazu und engagierte Dee Murray und Nigel Olsson als Musiker.
Nach den nur wenig beachteten Veröffentlichungen von The Thom Bell Sessions und Victim of Love knüpfte John mit diesem Album an seine erfolgreiche Zeit Mitte der 1970er Jahre an. Ebenso ging er nach langer Pause auch wieder auf Tournee. Zu einem freien Konzert in New York im Central Park am 13. September 1980 kamen 400.000 Zuhörer. Aus 21 at 33 präsentierte John drei Lieder. Die Coverversion von John Lennons Imagine kündigte er mit den Worten ‚This one’s by a friend of mine’ (dt.: Das ist von einem Freund von mir) mit Blick auf die dunklen Kuppeln des Dakota Building an. Abgesehen davon fand sein zeitweiser Auftritt in einem Donald-Duck-Kostüm besondere Aufmerksamkeit.

## Rezeption
Das Magazin Rolling Stone sprach 1980 vom fünften Jahr in Johns Krise. Seine Veröffentlichungen seit Rock of the Westies, das sein feinstes Album genannt wurde, seien verwirrt, bitter und erschöpft, und er hätte ein paar Jahre gebraucht, um wieder einen klaren Kopf zu bekommen. Als vielversprechend galt, dass er wieder auf Tournee ging, mit Taupin ins Reine kam und mit neuen Textern wie Robinson zusammenarbeitete. Dennoch irritierte, dass die zweite Seite der Langspielplatte thematisch mit Kokain begann, unmittelbar gefolgt von einem Lied über den Lieben Gott. Auch wenn es ein guter Neustart war, lag noch ein weiter Weg vor ihm bis zum alten Elton John.

## Titelliste

### LP

#### Seite 1
1. Chasing the Crown (John, Bernie Taupin) – 5:38
2. Little Jeannie (John, Gary Osborne) – 5:21
3. Sartorial Eloquence (John, Tom Robinson) – 4:42
4. Two Rooms at the End of the World (John, Taupin) – 5:39

#### Seite 2
1. White Lady White Powder (John, Taupin) – 4:35
2. Dear God (John, Osborne) – 3:45
3. Never Gonna Fall in Love Again (John, Robinson) – 4:07
4. Take Me Back (John, Osborne) – 3:52
5. Give Me the Love (John, Judie Tzuke) – 3:52

Abgesehen von den B-Seiten der Singleauskoppelungen wurden weitere fünf Titel während der Aufnahmen für dieses Album eingespielt: Heart in the Right Place, Carla/Etude, Fanfare, Chloe und Elton’s Song. Sie wurden erst auf Johns nächstem Album The Fox veröffentlicht.

## B-Seiten
| Titel            | A-Seite                        |
| ---------------- | ------------------------------ |
| Conquer the Sun  | Little Jeannie 7" (US/UK)      |
| Cartier          | Sartorial Eloquence 7" (US/UK) |
| White Man Danger | Sartorial Eloquence 7" (US/UK) |
| Tactics          | Dear God 7" (France)           |
| Steal Away Child | Dear God 7" (France)           |
| Love So Cold     | Dear God 7" (France)           |

## Besetzung
Die Zahlen jeweils am Ende der Zeilen geben den Bezug zum jeweiligen Lied
- Curt Becher – Chorstimme (6)
- Byron Berline – Geige (8)
- Richie Cannata – Altsaxophon (7)
- Lenny Castro – Congas (5, 9)
- Bill Champlin – Begleitgesang (2, 9)
- Joe Chemay – Chorstimme (6)
- Victor Feldman – Tamburin (1, 3, 5, 9)
- Chuck Findley – Trompete (2, 4), Posaune (2, 4)
- David Foster – Geigenarrangement (9)
- Clive Franks – Posaune (4, 6), Kuhglocke (4)
- Glenn Frey – Begleitgesang(5)
- Venette Gloud – Begleitgesang (1, 3, 6, 9)
- Max Gronenthal – Begleitgesang (2)
- Larry Hall – Trompete (9), Flügelhorn (9)
- Don Henley – Begleitgesang (5)
- Jerry Hey – Flügelhorn (2, 9), Trompete (4, 9), Bläserarrangement (9)
- Jim Horn – Bläserarrangement (2, 4), Piccoloflöte (2), alto saxophone (2), Tenorsaxophon (4)
- James Newton Howard – Fender Rhodes (2, 6, 7), Yamaha CS-80 (2), Keyboards (3, 7), Klavier (9)
- Elton John – Gesang and Begleitgesang, Overdubbing Klavier, Klavier (1, 3, 5, 6, 8), Yamaha E-Piano (4), Wurlitzer Electric Piano (8)
- Bruce Johnston – Chorarrangement (6), Chorstimme (6)
- Jon Joyce – Chorstimme (6)
- Steve Lukather – elektrische Gitarre (1, 3, 4, 6, 7, 9)
- Reggie McBride – Bassgitarre (1–4, 6–9)
- Dee Murray – Begleitgesang (2), Bassgitarre (5)
- Peter Noone – Chorstimme (6)
- Nigel Olsson – Schlagzeug (2, 5)
- David Paich – Orgel (6)
- Bill Reichenbach Jr. – Posaune (9)
- Timothy B. Schmit – Begleitgesang (5)
- Stephanie Spruill – Begleitgesang (1, 3, 6, 9)
- Alvin Taylor – Schlagzeug (1, 3, 4, 6–9)
- Toni Tennille – Chorstimme (6)
- Carmen Twillie – Begleitgesang (1, 3, 6, 9)
- Larry Williams – Tenorsaxophon (9)
- Steve Wrather – Electrische Gitarre (7)
- Richie Zito – Akustische Gitarre (2, 7), Electrische Gitarre (5, 8)

## Produktion
- Produktion: Clive Franks und Elton John
- Toningenieur: Clive Franks, Steve Desper (Lied 6), Patrick Jaunead (Lieder 1–4, 6–9).
- Zweiter Ingenieur: David Burgess (Lieder 1–4, 6–9), David Leonard, Peggy McCreary und Stephen McManus.
- Aufgenommen in den Super Bear Studios (Berre-les-Alpes, Frankreich) sowie bei Rumbo Recorders und Sunset Sound Recorders (Los Angeles, Kalifornien, Vereinigte Staaten).
- Abgemischt bei Sunset Sound Recorders
- Mastering von Bernie Grundman bei A&M Mastering Studio (Los Angeles).
- Studio Koordination: Adrian Collee
- Art Direction: George Osaki
- Design und Konzept: Norman Moore
- Fotografien: Jim Shea
- Management: John Reid

## Kommerzieller Erfolg

### Chartplatzierungen
| ChartsChartplatzierungen       | Höchstplatzierung | Wochen |
| ------------------------------ | ----------------- | ------ |
| Deutschland (GfK)              | 21 (23 Wo.)       | 23     |
| Vereinigte Staaten (Billboard) | 13 (21 Wo.)       | 21     |
| Vereinigtes Königreich (OCC)   | 12 (13 Wo.)       | 13     |

| ChartsJahrescharts (1980) | Platzierung |
| ------------------------- | ----------- |
| Deutschland (GfK)         | 65          |

### Auszeichnungen für Musikverkäufe
| Land/Region               | Auszeichnungen für Musikverkäufe (Land/Region, Auszeichnung, Verkäufe) | Verkäufe |
| ------------------------- | ---------------------------------------------------------------------- | -------- |
| Australien (ARIA)         | Platin                                                                 | 50.000   |
| Frankreich (SNEP)         | Gold                                                                   | 100.000  |
| Kanada (MC)               | Gold                                                                   | 50.000   |
| Neuseeland (RMNZ)         | Gold                                                                   | 10.000   |
| Vereinigte Staaten (RIAA) | Gold                                                                   | 500.000  |
| Insgesamt                 | 4× Gold · 1× Platin ·                                                  | 710.000  |

Hauptartikel: Elton John/Auszeichnungen für Musikverkäufe